# Marianella García Villas
Marianella García Villas (7 de agosto de 1948 - 13 de março de 1983) foi uma advogada salvadorenha, que atuou na Assembleia Legislativa de El Salvador de 1974 a 1976 antes de renunciar ao cargo para fundar a primeira comissão independente de direitos humanos no país. Depois que o golpe de Estado de 1979 levou à instalação de uma junta militar, ela começou a documentar abusos dos direitos humanos em El Salvador, ajudando famílias a denunciar desaparecimentos e prisões. Sob ameaça pessoal e com crescentes violações de direitos, García levou sua documentação à Comissão das Nações Unidas para os Direitos Humanos, ganhando notoriedade internacional sobre a situação no país. Ela foi torturada e assassinada pelas Forças Armadas Salvadorenhas em 1983.